# Hoot Mon!
Hoot Mon! er en amerikansk stumfilm fra 1919 af Hal Roach.

## Medvirkende
- Stan Laurel
- Bunny Bixby
- Harry Clifton
- Caroline Fowler
- Wally Howe